# 瀬戸内地方
瀬戸内地方 （せとうちちほう）は、日本の地域を指す通称の一つである。
本州西部・四国・九州に囲まれた瀬戸内海の沿岸地域を指す。通称、瀬戸内（せとうち）。

## 地理

### 範囲
一般には、広義の山陽（兵庫県の播州地方及び岡山県・広島県・山口県）と、四国北岸の香川県と愛媛県を指す（兵庫県淡路島・徳島県も含む場合もある）。
なお、福岡県の北九州地区・京築地区と大分県を含む場合もある。

### 気候
一年を通じて瀬戸内海式気候と呼ばれる、夏は四国山地に、冬は中国山地によって季節風が抑えられるために年間を通して温暖で、晴天が多く雨量は少ない気候である。
積雪も年に1 - 2回程度は起こるが、山間部を除いては大雪になることは稀である。
日本海側に対し、内海の瀬戸内海側では波は穏やかである。

## 主要都市

### 政令指定都市
1. 広島市（広島県・人口117.6万人・広島都市圏中心都市・県庁所在地）
2. 岡山市（岡山県・人口71万人・岡山都市圏中心都市・県庁所在地）

### 中核市
1. 松山市（愛媛県・人口49.6万人・松山都市圏中心都市・県庁所在地）
2. 倉敷市（岡山県・人口46.5万人・岡山都市圏）
3. 福山市（広島県・人口44.7万人・備後都市圏中心都市）
4. 高松市（香川県・人口40.8万人・高松都市圏中心都市・県庁所在地）
5. 下関市（山口県・人口23.8万人・関門都市圏）
6. 呉市（広島県・人口19.5万人・呉都市圏）

### その他
1. 山口市（山口県・人口18.8万人・山口都市圏中心都市・県庁所在地）

## 経済

### 工業
沿岸部は重化学工業をはじめとして工業が発達しており、瀬戸内工業地域と呼ばれる。